# Тоголанд
Тоголанд (на немски: Togoland) е бивш протекторат на Германската империя в Западна Африка, съществувал в периода между 1884 и 1914 година. Заемал е територии на съвременните държави Того и Гана.